# Хуилдар-Сечен
Хуилдар, Хуилдар-Сечен (монг. Хуилдар Сэцэн; ? — 1203) — предводитель мангутов в конце XII — начале XIII века, названный брат (анда) и один из сподвижников Чингисхана.

## Биография
Согласно «Сокровенному сказанию монголов», род Хуилдара берёт своё начало из Борджигинов. У внука Бодончара Начин-баатура было два сына — Уруудай и Мангутай, положивших начало племенам урутов и мангутов соответственно. По Рашид ад-Дину, мангуты, уруты, а также нуякины происходят от старшего сына Тумбинэ-хана Джаксу. Хотя во второй половине XII века большинство мангутов находилось в союзе с враждебным Чингисхану родом тайджиутов, Хуилдар-Сечен вместе со своими подчинёнными примкнул к последнему. По «Сокровенному сказанию», это произошло после битвы Чингисхана с Джамухой при Далан-Балджутах.
Как и предводитель урутов Джурчедай, Хуилдар-Сечен сыграл ключевую роль в битве с кереитами Ван-хана при Харахалджит-Элетах. Поначалу, проводя расстановку войск, Чингисхан, собирался назначить передовым Джурчедая, но Хуилдар, не дожидаясь согласия товарища, сам вызвался повести отряд, попросив хана взять на себя заботу о его детях в случае, если те останутся сиротами. Выслушав просьбу Хуилдара, Чингис решил назначить в передовые обоих вождей.
Когда силы мангутов и урутов ударили по союзным кереитам джуркинам, смяв ряды противника и погнав их обратно, наперерез им выскочили тумен-тубегены Ачих-шируна. Приблизившись к Хуилдару, он ударил его копьём, выбив из седла. В то время как мангуты сгрудились вокруг раненого Хуилдара, уруты во главе с Джурчедаем отбили атаки тубегенов, дунхаидов и кереитов, ранив сына Ван-хана Нилха-Сангума. Обе стороны понесли большие потери, и сражение завершилось только из-за наступивших сумерек и измотанности армий. Вскоре после сражения Чингисхан, собрав остатки войск, с тринадцатью сотнями пошёл по левому берегу реки Халхи, а оставшимся, в том числе урутам и мангутам, — приказал двигаться по противоположному. При переходе монголы промышляли облавной охотой; хотя раны Хуилдара к тому времени ещё не зажили, вопреки наказу Чингисхана он также пожелал принять в ней участие. Во время охоты рана Хуилдара открылась, и он умер. По приказу Чингисхана Хуилдар был похоронен среди скал на склоне горы Орнаут.
Прижизненная воля Хуилдар-Сечена была исполнена: Чингисхан взял на себя заботу о его семействе. Кроме того, сын Хуилдара Мункэ-Калджа был пожалован Чингисханом в нойоны-тысячники на всемонгольском курултае 1206 года. На службу семье Хуилдара была передана сотня джуркинцев, захваченных вскоре после разгрома Ван-хана.

## В культуре
Хуилдар-Сечен стал персонажем романа Исая Калашникова «Жестокий век» (1978).